# 海の野郎ども (テレビドラマ)
『海の野郎ども』（うみのやろうども）は、1963年12月11日から1964年7月29日までフジテレビ系列局で放送されていた時代劇である。日本電波映画とフジテレビの共同製作。ノーシン（荒川長太郎合名会社＝現・アラクス）の単独提供。放送時間は毎週水曜 19:00 - 19:30 （日本標準時）。
タイトルは同じだが、石原裕次郎主演の日活映画『海の野郎ども』との関連性は特に無い。

## ストーリー
時は徳川3代将軍家光の頃。当時は、京は平野、長崎の荒木など、七家の豪商のみ外国貿易が許されていた。その一人・荒木宗太郎の所有船「有明丸」は、南方洋上で海賊船に襲われる。ここから、主人公・春明三九郎をはじめ、「有明丸」の乗組員たちの活躍が始まる。

## 出演者
- 春明三九郎：中岡慎太郎[1]
- サラ：水科慶子[1]
- 蛸んべ：新宮寺寛[1]
- 天野刃一[1]
- 野上正義[1]
- 束平龍二[1]
- 上杉高也[1]
- ほか[誰?]

## スタッフ
- 原作：加藤泰
- 脚本：加藤泰、柳川真一
- 監督：倉橋良介
- 制作：日本電波映画、フジテレビ[2]